# Діброва Андрій Стефанович
Андрій Стефанович Дібро́ва (нар. 10 грудня 1924, Лютенька — пом. 1 квітня 1994, Баранівка) — український художник порцеляни. Чоловік художниці Лідії Діброви.

## Біографія
Народився 10 грудня 1924 року в селі Лютенці (тепер Миргородський район Полтавської області, Україна). 1955 року закінчив Миргородський керамічний технікум.
Після здобуття освіти разом з дружиною працював на Баранівському фарфоровому заводі. Помер в Баранівці 1 квітня 1994 року.

## Твовчість
Створював форми столових, чайних і кавових сервізів, ваз, тарелей, розроблених Лідією Дібровою. Серед виробів:
- декоративна тарілка «Мир» (1959, разом з Лідією Дібровою);
- столовий сервіз «Конкурент» (1959, разом з Лідією Дібровою);
- келих «Дозір» (1967);
- декоративна тарілка «Ленін» (1970);

чайні сервізи
- «Конкурсний» (1958);
- «Біла квітка» (1959);
- «Водограй» (1961);
- «Житомир» (1961);
- «Жолудь» (1963);
- «Народний» (1970);

набори
- лікерний «Мрія господині» (1957);
- столовий «Полісся» (1974);

тематичні вази
- «50 років першої російської революції» (1955, Дніпровський історичний музей);
- «Тарас Шевченко» (1959);
- «Космос» (1961);
- «Леся Українка» (1972).

Співпрацював також з І. Величком та В. Спицею з якими створив багато нових форм кофейних, чайних червізів, блюд, ваз, сувенірів, зокрема:
- сервіз для кави «Березень» (1967);
- чайний сервіз «Літо» (1967);
- вазу «За владу Рад» (1967).

Брав участь у всеукраїнських, всесоюзних та закордонних мистецьких виставках з 1958 року.
Роботи зберігаються в Національному музеї українського народного декоративного мистецтва, Канівському музеї українського народного декоративного мистецтва, Національному музеї історії України, Дніпровському історичному музеї.